# Bogdocosa yunshani
Espèce
Bogdocosa yunshani est une espèce d'araignées aranéomorphes de la famille des Lycosidae.

## Répartition
Cette espèce est endémique du Xinjiang en Chine,.. Elle se rencontre dans le xian de Hutubi

## Description
Le mâle holotype mesure 5,09 mm et la femelle paratype 8,05 mm, les mâles mesurent de 5,09 à 5,44 mm et les femelles de 6,62 à 8,05 mm.

## Systématique et taxinomie
Cette espèce a été décrite par Wang, Marusik et Zhang en 2025.

## Étymologie
Cette espèce est nommée en l'honneur de Yun-shan Yang.

## Publication originale
- Zhang, Marusik, Nadolny, Zhang & Wang, 2025 : « A review of the wolf spider genus Bogdocosa (Araneae, Lycosidae). » Zoosystematics and Evolution, vol. 101, no 4, p. 1445-1458. (texte intégral).